# 44e régiment d’infanterie
Das 44e régiment d’infanterie (44e RI) ist ein Verband der französischen Auslandsaufklärung. Das Regiment zeichnete sich seit seiner Aufstellung in allen Kriegen mit französischer Beteiligung bis zum Algerienkrieg aus. Obwohl es aus Traditionsgründen seinen Namen weiterführt, zählt es als Stabs-Unterstützungsregiment nicht mehr zu den Kampftruppen; es stellt das militärische Personal für die Direction Générale de la Sécurité Extérieure (DGSE, Generaldirektion für die Auslandsaufklärung).
Vor der Einführung der Nummerierung der Regimenter am 1. Januar 1791 führte es in der königlich französischen Armee zuletzt den Namen Régiment d’Orléans.
Mit dem Caporal Jules-André Peugeot musste das Regiment den ersten französischen Gefallenen des Ersten Weltkrieges verzeichnen.

## Aufstellung und signifikante Änderungen
- 1642: Aufstellung eines Regiments aus italienischen Söldnern durch den Kardinal Mazarin[2][3][4]
- 11. Juli 1645: Das Regiment wurde offiziell in die französische Armee aufgenommen, Kardinal Mazarin wurde zum Colonel ernannt, und es erhielt den Namen Régiment Mazarin-Italien
- 24. April 1651: Umbenennung in Régiment d’Anjou-Étranger
- 12. April 1660: Umbenennung in Régiment d’Orléans
- 14. November 1691: Sechs Kompanien mussten zur Aufstellung des Régiment de Chartres abgegeben werden.
- 1. Januar 1791: Umbenennung in 44e régiment d’infanterie de ligne

- 1793: Erste Heeresreform. Das Regiment wurde als 1er bataillon „ex Orléans“ zur 87e demi-brigade de bataille und als 2e bataillon „ex Orléans“ zur 88e demi-brigade de bataille abgestellt. Damit endete zunächst der Regimentsverband und auch die Traditionslinie.
- 1803: Umbenennung der „44e demi-brigade d’infanterie de ligne“[5] in 44e régiment d’infanterie de ligne (de facto Weiterführung der Regimentstradition)

- 1914: Bei der Mobilmachung stellte es sein Reserveregiment, das „244e régiment d’infanterie“, auf
- 1986: Umwandlung in ein Stabs-Unterstützungsregiment für die „Direction Générale de la Sécurité Extérieure“ (DGSE)

## Mestres de camp/Colonels
Mestre de camp war von 1569 bis 1661 und von 1730 bis 1780 die Rangbezeichnung für den Regimentsinhaber und/oder für den mit der Führung des Regiments beauftragten Offizier. Die Bezeichnung „Colonel“ wurde von 1721 bis 1730, von 1791 bis 1793 und ab 1803 geführt. 
Nach 1791 gab es keine Regimentsinhaber mehr.
Sollte es sich bei dem Mestre de camp/Colonel um eine Person des Hochadels handeln, die an der Führung des Regiments kein Interesse hatte (wie z. B. der König oder die Königin), so wurde das Kommando dem „Mestre de camp lieutenant“ (oder „Mestre de camp en second“) respektive dem „Colonel-lieutenant“ oder „Colonel en second“ überlassen. 

### Ancien Régime
- 7. Mai 1642: César, comte Degli Oddi
- 5. Juni 1645: Nicolas-Jules, marquis Buffalini
- 20. Dezember 1647: Louis-Gausselin, comte d’Anisy
- 1665: Marquis de Beaufort
- 16. April 1774: Simon-François du Caylar de Totras, marquis d’Aubijoux
- 9. November 1678: Jean-Baptiste, comte de Clermont Tonnerre
- 20. Juli 1684: Claude-Alexis, comte de Bailleul
- 25. Juli 1699: Louis-Antoine, marquis de Branquas
- 1. Januar 1706: Joseph de Lesquen, marquis de La Villemeneust
- 20. November 1722: Le Clerc, marquis de Juigné (gefallen in der Schlacht bei Guastalla)
- 3. Oktober 1734: Louis-Georges, comte de Clermont-Gallerande
- 6. März 1743: Henri, comte de Bourdeilles
- 7. April 1746: Charles-Auguste de La Cour, comte de Baleroy
- 29. April 1757: Charles-Olive-Floris Campet, comte de Saujon
- 14. März 1758: Gilbert de Chauvigny, comte de Blot
- 30. November 1761: Anne-André-Marie de Crussol, comte de Montausier
- 23. Juni 1775: Augustin-Jean-Louis-Antoine du Prat, comte de Barbacon
- 1. Januar 1784: Jacques-Anne-Joseph Le Prestre, comte de Vauban
- 25. Juli 1791: Charles de La Chataignerate de Sainte-Foix de Chateignier
- 10. Juni 1792: Jean-Charles Gerboult de Lagrange

### Revolution und Empire
- 1803: Colonel Adrien Joseph Saudeur
- 1806: Colonel Jacques Mathurin Lafosse
- 1811: Colonel Pierre-Elisabeth-Henri Griolet de Saint-Henry
- 1812: Colonel Jean-Dominique Paolini

### Restauration
- 1815: Jean-Dominique Paolini

### Erster Weltkrieg

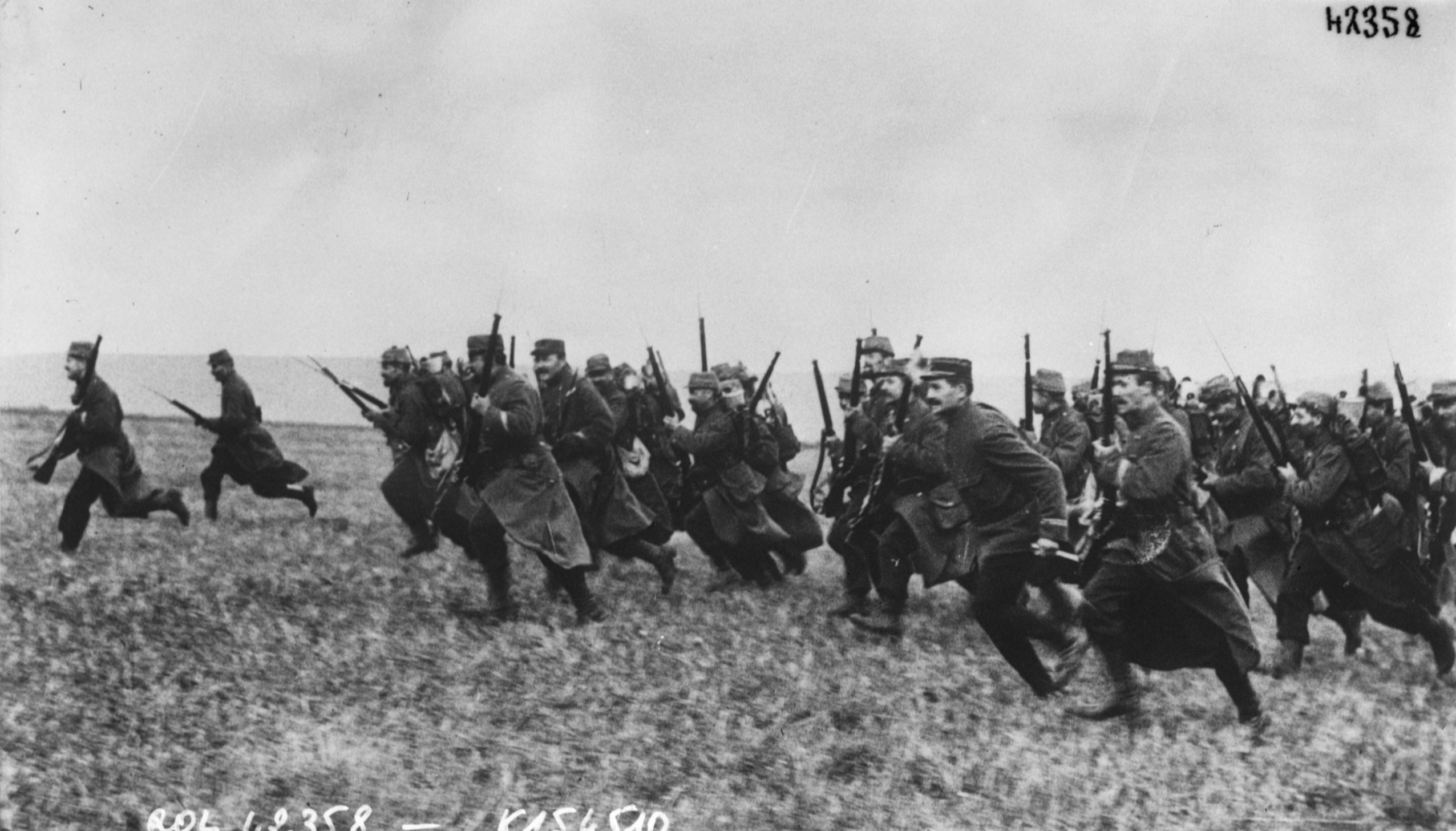
Französischer Bajonettangriff zu Beginn des Krieges 1914

- Colonel Bouffez (gefallen am 25. September 1915)
- Lieutenant-colonel Niéger, 30. September 1915 (schwer verwundet am 16. April 1917)
- Lieutenant-colonel Rey, 19. April bis 4. Oktober 1917
- Lieutenant-colonel Niéger, 4. Oktober 1917 bis 25. Dezember 1918
- Colonel de Saint-Germain, ab 25. Dezember 1918

### Regimentsinhaber
- 12. April 1660: Philippe II. de Bourbon, duc d’Orléans
- 2. Dezember 1723: Louis I. de Bourbon, duc d’Orléans
- 1752: Louis Philippe I. de Bourbon, duc d’Orléans
- 1785: Louis-Philippe II. Joseph de Bourbon, duc d’Orléans

Da der jeweilige Herzog von Orléans kein Interesse hatte, das Regiment zu kommandieren, wurde diese Aufgabe an einen Stellvertreter, den Colonel en second (auch Colonel-lieutenant genannt), übertragen.

## Uniformen und Fahnen während des Ancien Régime

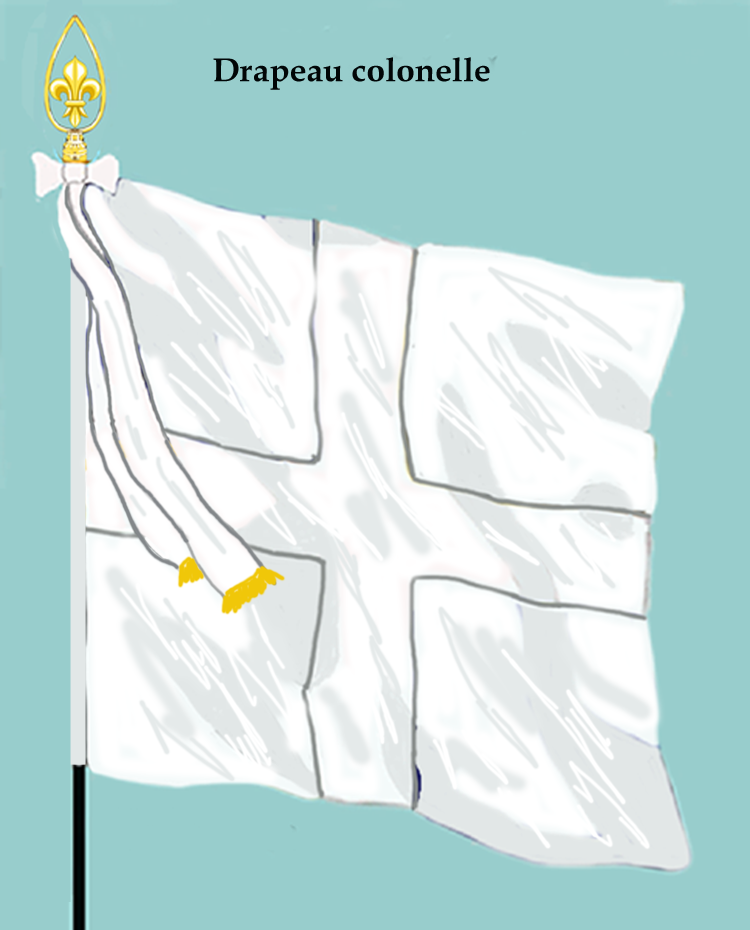
Drapeau colonel (Leibfahne des Colonel) bis 1791
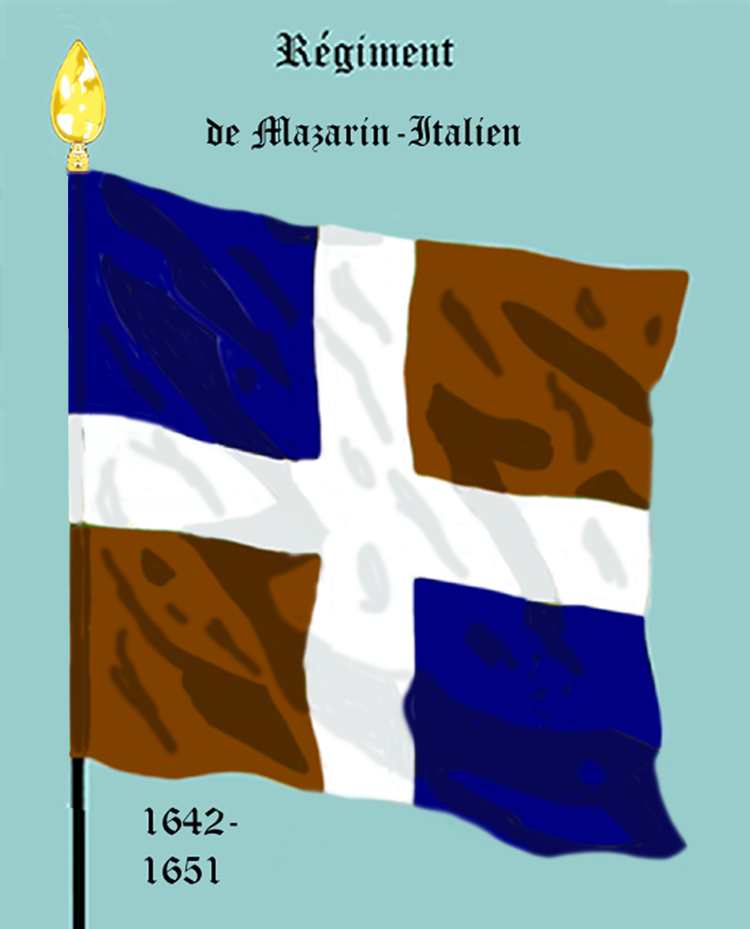
Régiment de Mazarin-Italien 1642 bis 1651
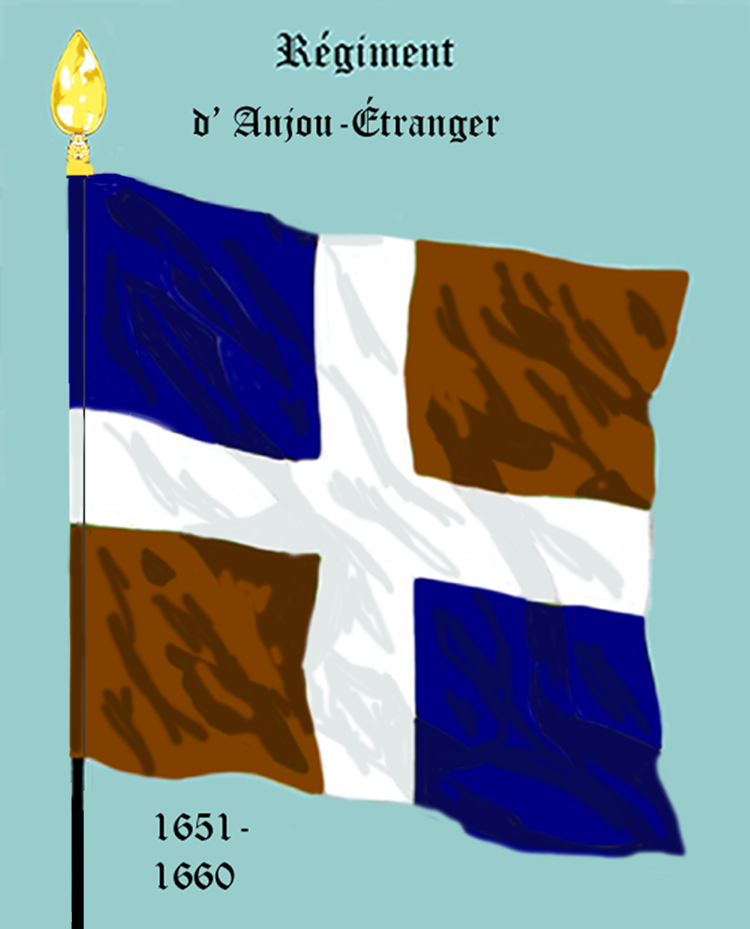
Régiment d’Anjou-Étranger 1651 bis 1660
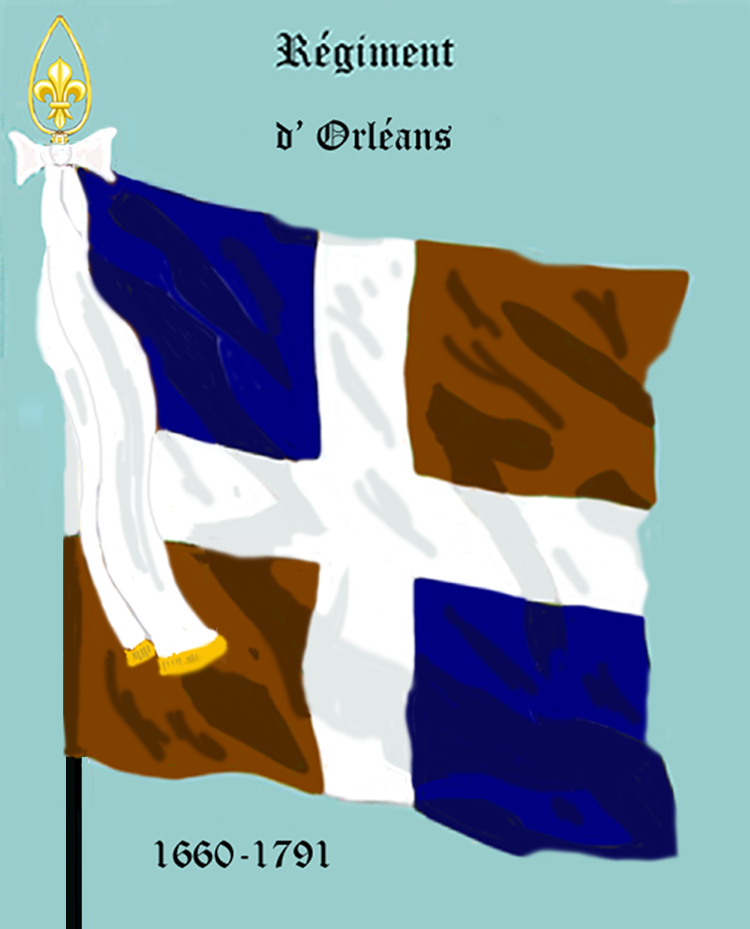
Régiment d’Orléans 1660 bis 1791

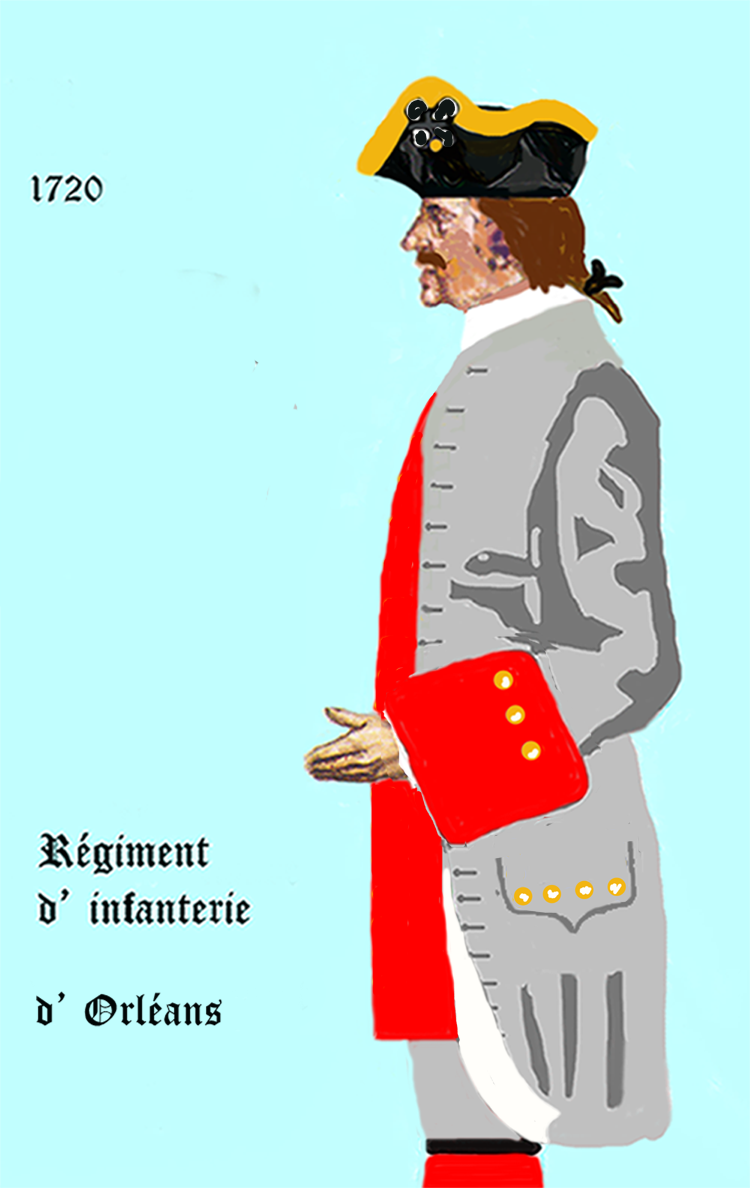
Régiment d’Orléans 1720 bis 1734
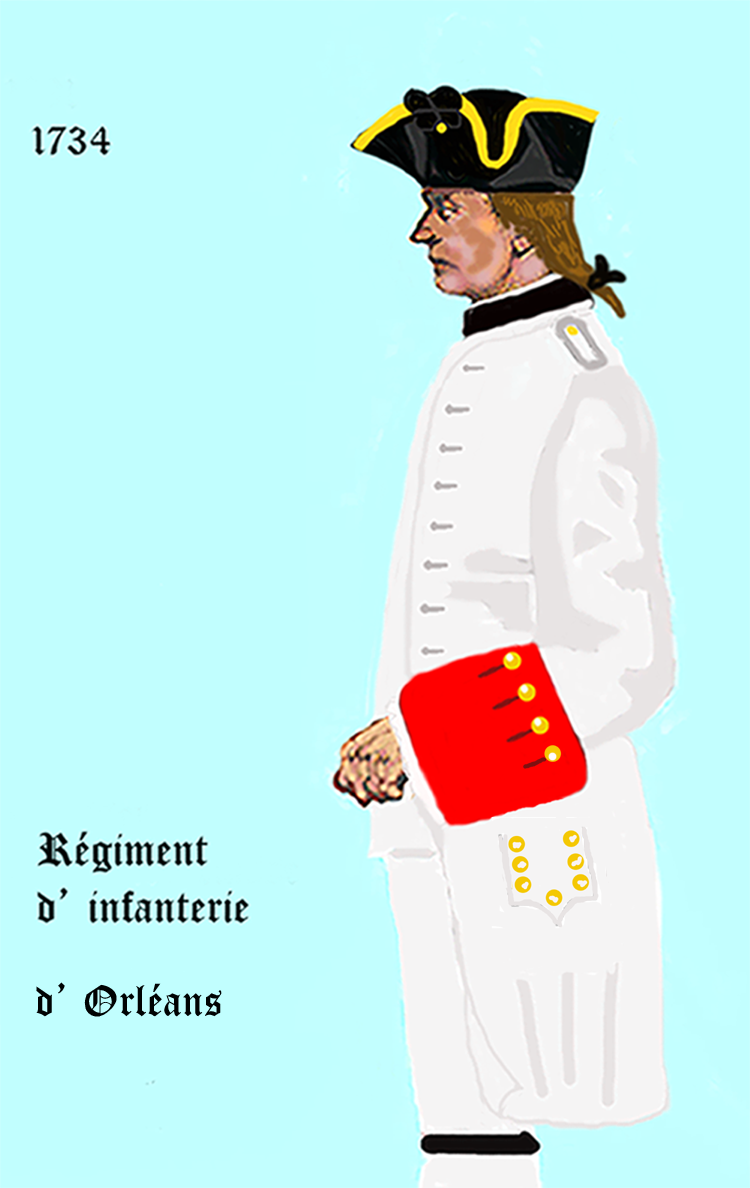
Régiment d’Orléans 1734 bis 1762
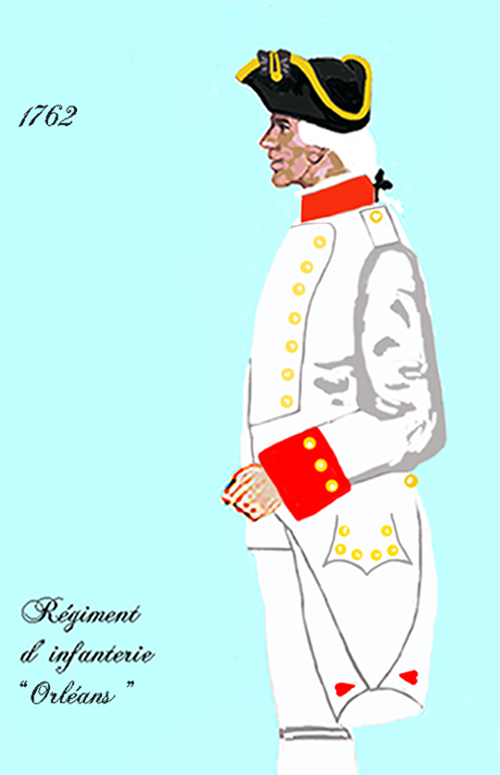
Régiment d’Orléans 1762 bis 1767
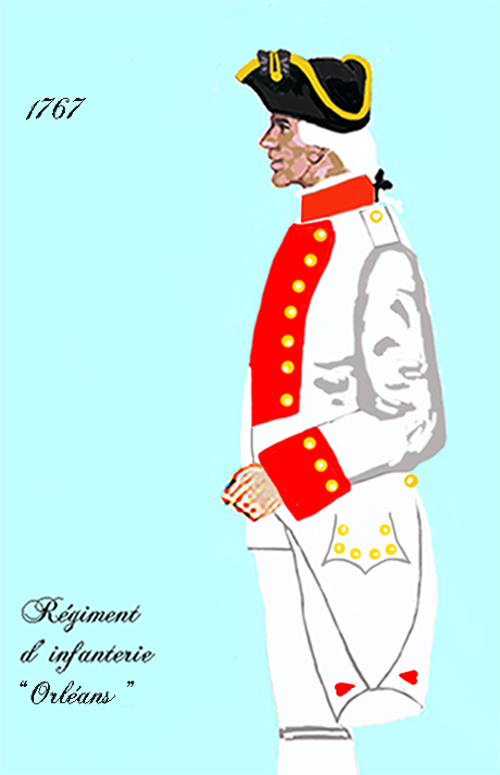
Régiment d’Orléans 1767 bis 1776
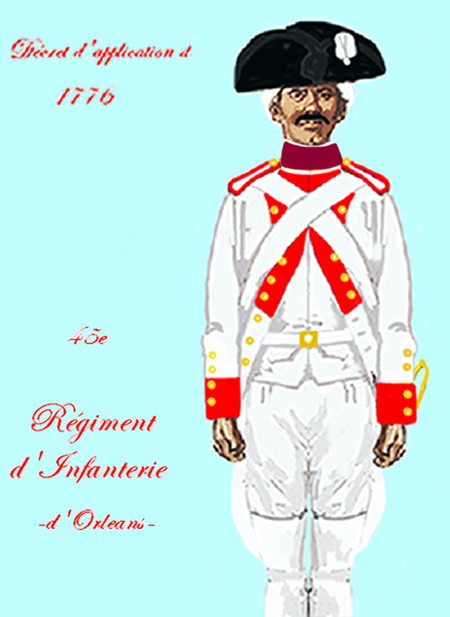
Régiment d’Orléans 1776 bis 1779
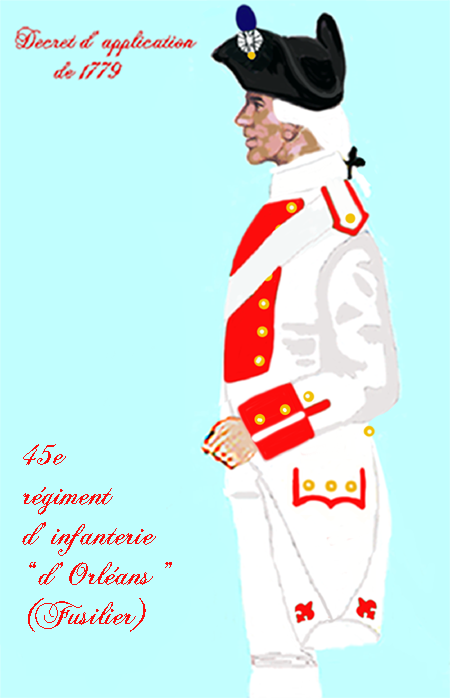
Régiment d’Orléans 1779 bis 1791
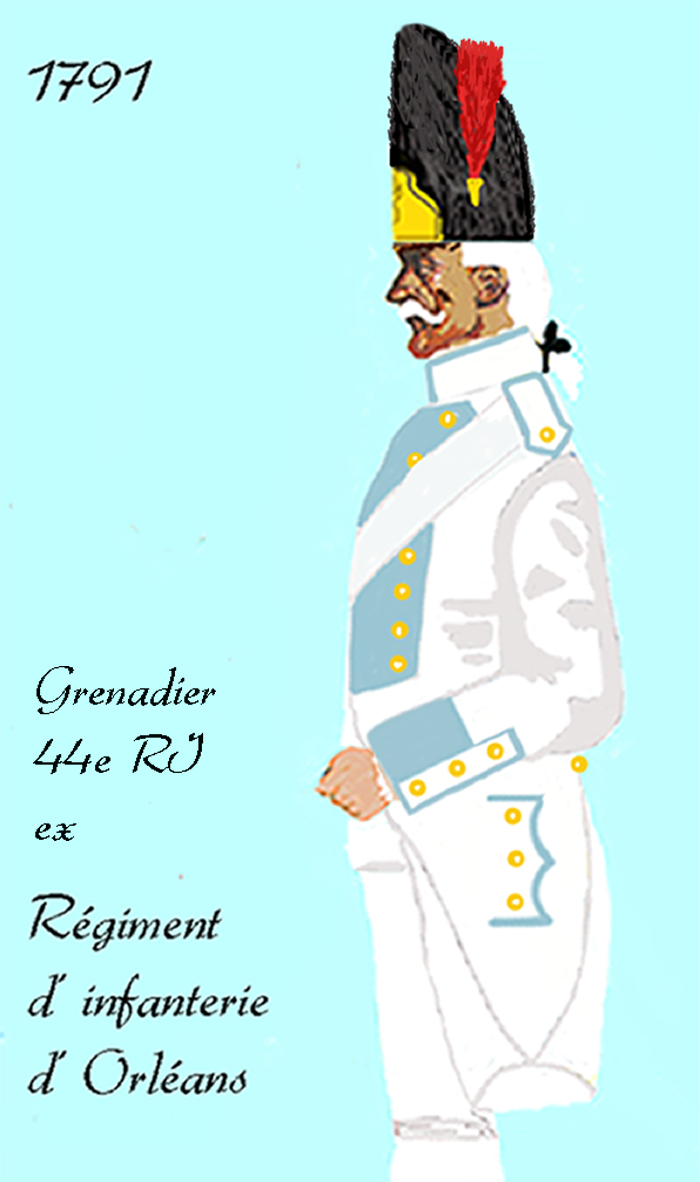
Grenadier des 44e régiment d’infanterie de ligne 1791 bis 1796

## Einsatzgeschichte

### Französisch-Spanischer Krieg (1635 bis 1659)

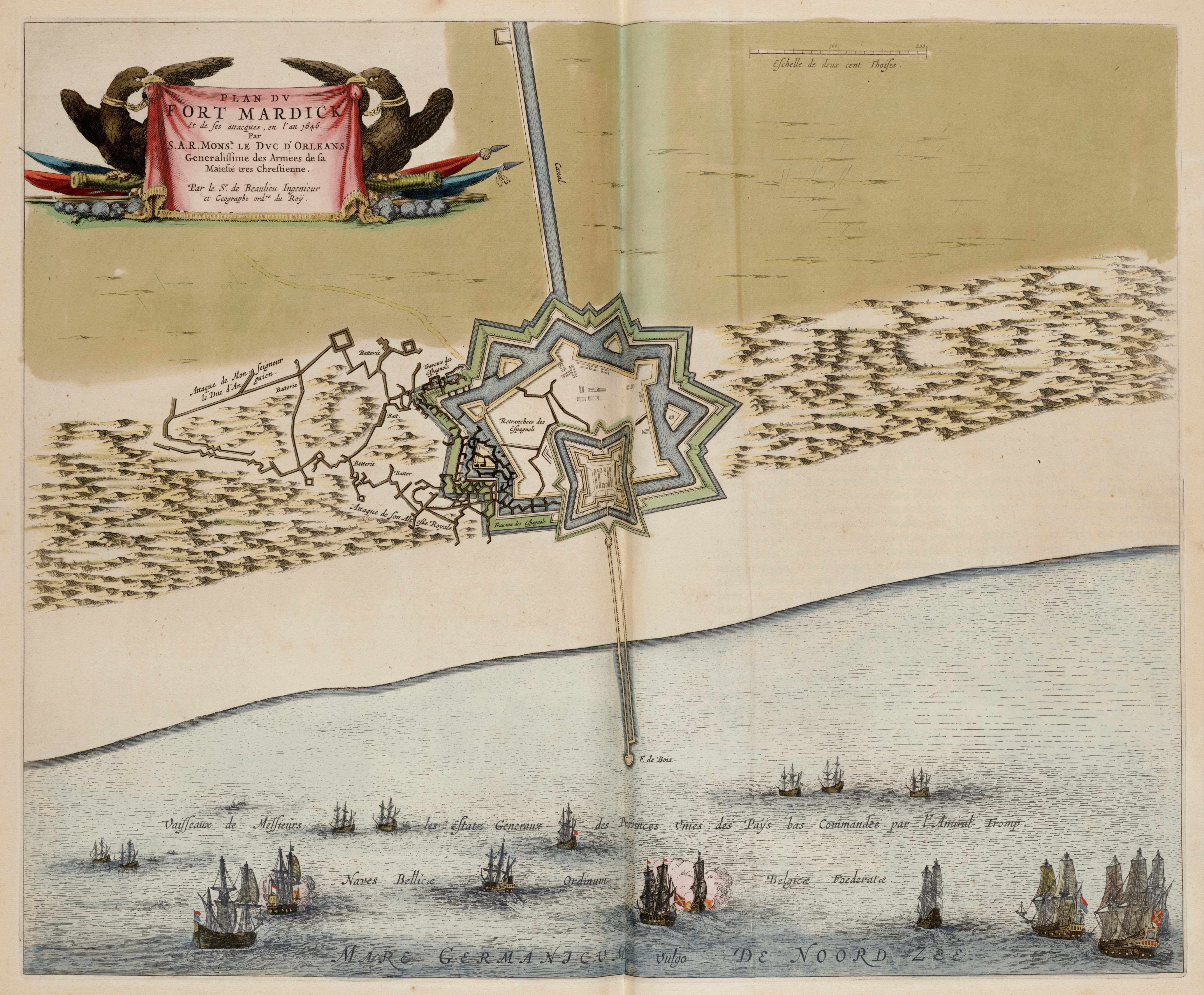
Belagerung von Fort Mardyck 1646

Am 7. Mai 1642 vermeldete die Gazette de France die Aufstellung eines neuen Regiments im Feldlager bei Perpignan. Der König besichtigte das Regiment und fand es „sehr schön“. Seit diesem Tag wurde es in der französischen Armee geführt. Es konnte sich bereits bei der Eroberung von Perpignan auszeichnen. Danach lag es mehrere Monate in der Stadt in Garnison. Am Ende des Feldzuges bezog es Winterquartier in der Bourgogne.
- 1643: Im Juli stieß das Regiment bei Thionville zur Armee des Duc d’Enghien und übernahm eine aktive Rolle bei der Belagerung der Festung.
- 1644: Im Feldzug des Jahres war es an der Einnahme mehrerer kleinerer Orte im Herzogtum Luxemburg beteiligt. Als Freiburg im Breisgau von feindlichen Truppen belagert wurde, zog das Regiment mit den Truppen des Duc d’Enghien zum Entsatz der belagerten Stadt. Allerdings kam es zu spät, Freiburg hatte bereits kapituliert. Nach der Einnahme der Festung Philippsburg, von Worms, Speyer und Mannheim wurde in Lothringen Winterquartier bezogen.
- 1645: Im März des Jahres fand sich das Regiment bei der Belagerung der Festung La Mothe, wo es das schottische Régiment de Douglas ablöste, das nach Flandern geschickt wurde. Am 30. März versuchten lothringische Verstärkungen, den Belagerungsring zu durchbrechen. Nach einem heftigen Gefecht, bei dem das Pferd des Colonel-lieutenant Campi unter ihm erschossen wurde, konnten die Lothringer zu einem unordentlichen Rückzug gedrängt werden. Während der Belagerung wurde der Colonel des Regiments, der Comte Degli Oddi, der sich nie an der Spitze der Einheit hatte sehen lassen, durch den Marquis Buffalini (ein Verwandter von Kardinal Mazarin), Capitaine der Gardes françaises und bisheriger Kommandant einer der vier Elitekompanien, ersetzt.

An der Schlacht bei Fontenoy war das Regiment nicht beteiligt, da es währenddessen zusammen mit dem Régiment de Chartres zur Bewachung der Belagerungsgräben vor Tournai eingesetzt war.
Der Duc d’Enghien sammelte dann seine Regimenter zum Feldzug nach Deutschland. Am 30. Juni überquerte „Mazarin-Italien“ bei Speyer den Rhein und nahm am 3. August an der Schlacht bei Nördlingen teil. Louis Susane: „In dieser Schlacht zeichnete sich der Marquis de Buffalini besonders aus. Auf dem Höhepunkt der Kämpfe ergriff er eine Fahne und stürzte sich an der Spitze seiner Männer in das Handgemenge. Dabei wurden 60 der Tapferen getötet, Buffolini geriet schwer verwundet in Gefangenschaft, wurde aber noch am gleichen Abend ausgetauscht.“
- 1646: Am 16. Mai paradierte das „Régiment Mazarin-Italien“, kommandiert vom Marquis de Buffalini, vor dem König in Compiègne. Es bestand aus 9 Kompanien mit zwischen 1.400 und 1.500 Mann.

Am 1. Juli eröffnete es zusammen mit dem Régiment des Gardes suisses die Belagerungsgräben vor Longwy.
Danach verlegte es nach Flandern mit der Teilnahme an der Belagerung von Fort Mardyck und von Dünkirchen.
- 1647 bis 1648: Im Jahre 1647 lag das Regiment in Câtelet in Garnison. Es ging in diesem Jahr unter das Kommando von Louis-Gausselin, comte d’Anisy, der durch ein Duell mit dem Colonel-lieutenant des französischen Régiment Cardinal-Duc auf sich aufmerksam machte. Im März 1648 wurde es durch die Ankunft italienischer Rekruten, die von Offizieren des vornehmsten italienischen Adels kommandiert wurden, verstärkt. Es zeichnete sich bei der Belagerung von Ypern aus und kämpfte in der Schlacht bei Lens in der zweiten Reihe. Am Ende des Jahres wurde die Einheit wegen des Aufstandes der Fronde in die Umgebung von Paris verlegt.
- 1649: Am 24. Februar war es bei der Einnahme von Brie-Comte-Robert eingesetzt. Dann wieder in Flandern, erfolgte die Teilnahme an der Belagerung von Condé-sur-l’Escaut.
- 1650: bei der Armee des Maréchal de Plessis-Praslin
- 1651: Im Januar verstärkte der Kardinal Mazarin sein Regiment mit drei Kompanien aus Korsika. Im April wurde die Einheit durch Verfügung an Philippe de France, duc d’Anjou, als Regimentsinhaber übertragen und führte von da an die Bezeichnung „Régiment d’Anjou-Étranger“. Von da an erfolgte der Personalersatz nur noch aus Frankreich.

Es folgte der Einsatz in Lothringen und mit Auszeichnung die Belagerung von Chastel. Hier wurde der Comte d’Ainsy bei der Abwehr eines Ausfalls der Belagerten durch eine Musketenkugel verwundet.
- 1652: „Anjou-Étranger“ verlegte in die Provinz Berry zur Armee, die den Auftrag hatte, die Orte, die zu dem Prince de Condé hielten, zurückzuerobern. Die meiste Zeit des Jahres lag es vor der Festung Montrond (bei Saint-Amand-Montrond), in die es am 1. September einziehen konnte. Danach wurden die Mauern geschleift. Im November wurde es nach dem Roussillon abkommandiert, wo es in Collioure Garnison bezog.
- 1653: Im Juli erfolgte die Verlegung nach Katalonien mit der Teilnahme an der Belagerung von Girone und am 22. September am Gefecht bei Bordilly.
- 1654 bis 1657: 1654 wieder auf den Stand von 20 Kompanien aufgefüllt, nahm es an der Belagerung von Villefranche teil. Im folgenden Jahr stand es bei den Belagerungstruppen vor Sant Pere de Rodes. Am 17. Juli 1656 kämpfte es, zusammen mit dem Régiment de Champagne und dem Régiment de Normandie, beim Angriff auf das feste Schloss von Boraçan. Im Mai 1757 wurden die Spanier gezwungen, die Belagerung von Urgell aufzugeben. Danach blieb das Regiment bis zum Pyrenäenfrieden in Katalonien.

### Devolutionskrieg
In der Friedenszeit nach dem Pyrenäenvertrag wurde die Einheit auf sechs Kompanien reduziert und in Villers-Cotterêts, auf den Ländereien seines Regimentsinhabers, untergebracht. 1666 in das Feldlager von Compiègne verlegt, nahm es ab dem folgenden Jahr aktiv an der Eroberung von Flandern teil. Zusammen mit dem Régiment de Picardie begann es am 25. August mit dem Ausheben der Belagerungsgräben vor Lille. Im Februar 1668 verlegte es zur Armee in die Franche-Comté. Während die Hauptmacht Besançon belagerte, zog das Regiment vor Salins-les-Bains, das sich bereits bei der ersten Aufforderung ergab.

### Holländischer Krieg – 1667 bis 1714
- 1671 und 1672: Auf 30 Kompanien verstärkt, nahm das Regiment im folgenden Jahr mit dem Duc d’Orléans an der Belagerung von Zutphen teil. Hier begann es, zusammen mit dem „Régiment de Normandie“ und dem Régiment de Turenne, die Schanzarbeiten.
- 1673: Im Februar unternahm der Maréchal Turenne den Feldzug in die Grafschaft Mark mit der Unterwerfung von Unna, Kamen und Altena. Zurück in den Niederlanden, erfolgte die Belagerung von Maastricht.
- 1674: Feldzug in der Franche-Comté mit Belagerungen von Besançon und Dole. Dann zur Armee nach Flandern kommandiert und zur Schlacht bei Seneffe abgestellt. Ende August erfolgte die Abkommandierung zum Rhein mit Teilnahme am Gefecht bei Ensheim. Gemäß der Schlachtordnung gehörte es neben dem Régiment de Bourbonnais, dem Régiment de Languedoc, dem „Régiment de Churchill“ und dem „Régiment de Montmouth“ zur Reserve. Als der Kampf kritisch zu werden begann, schickte Turenne die fünf Regimenter in den Wald an seiner rechten Flanke, in dem die kaiserlichen Truppen Verschanzungen angelegt hatten. Nachdem ein Regiment nach dem anderen in den Kampf eingegriffen hatte und nach einem entsetzlichen Gemetzel gelang es „Orléans“, die Oberhand zu behalten. Es wurden sechs Kanonen erbeutet. In diesem Jahr wurde das Regiment noch im Gefecht bei Mülhausen eingesetzt.
- 1675: Der Feldzug des Jahres wurde mit der Schlacht bei Türkheim eröffnet, in der der Colonel-lieutenant d’Aubijoux verwundet wurde. Nach einer kurzen Ruhezeit in Colmar stieß das Regiment im März zur Armee des Marquis Nicolas Bautru-Nogent, marquis de Vaubrun, mit der es am 10. des Monats vor den Toren von Neuburg erschien, das sofort eingenommen wurde. Am 24. März folgte das Gefecht bei Offenburg und im Monat danach das Gefecht bei Altenheim; danach noch die Belagerungen von Hagenau und von Zabern.
- 1676: Abstellung zur Armee nach Flandern, Belagerung von Condé-sur-l’Escaut und dann von Bouchain. Danach zurück zur Maas und Einnahme der Festung Bouillon und von Marche-en-Famenne. Der Feldzug des Jahres endete mit der Sicherung des Herzogtums Pfalz-Zweibrücken, danach wurde Winterquartier in Metz bezogen.
- 1677: In Flandern stehend, wurde das Regiment zur Belagerung von Valenciennes kommandiert und dann zur Armee von Monsieur vor Saint-Omer beordert. Teilnahme an der Schlacht bei Cassel. Anfang Juni stieß es im Feldlager von Noméney zur Armee von Maréchal de Créqui, zog dann in Nancy und Pont-à-Mousson ein und bewährte sich in den Gefechten am 4. Juni bei Morville und am 29. Juni auf der Höhe von Sainte-Barbe (bei Metz), wo der Herzog von Lothringen geschlagen wurde. Belagerung von Freiburg im Breisgau.
- 1678 und 1679: Immer in einer Brigade mit dem „Régiment de Picardie“, folgten Gefechte bei Säckingen, bei Offenburg und die Einnahme von Kehl. Danach Blockade von Straßburg und Einnahme der Forts „Zollhaus“ und „Ill“. Als der Herzog von Lothringen am 1. Oktober bei Leimersheim den Rhein überqueren wollte, wurde „Orléans“ in Wörth zurückgelassen, um den Nachschub zu schützen. Am 30. September wurde das Regiment auf 10 Kompanien reduziert. „Orléans“ verblieb im Elsass und führte 1679 noch ein Scharmützel bei Minden (Sauer), die letzte Aktion des Krieges.

### Annexion von Straßburg
Im Jahre 1681 lag das Regiment in Breisach in Garnison, als König Louis XIV beschloss, Straßburg zu annektieren. „Orléans“ stellte ein Détachement von 300 Mann, ebenso das Régiment de Picardie, das Régiment Royal und das Régiment d’Artois, die am 3. Oktober gemeinsam in die Stadt einrückten.

### Reunionskrieg
Zur Belagerung von Luxemburg kommandiert, wurde die Einheit zunächst im Dorf Hent untergebracht und besetzte am Tag des Beginns der Schanzarbeiten die Höhen von Pfaffenthal.
Es verlor bei dieser Aktion einen Lieutenant als Gefallenen, der Colonel-lieutenant François Joseph, comte de Clermont-Tonnerre, wurde so schwer am Kopf verwundet, dass er den Dienst quittieren musste.

### Pfälzischer Erbfolgekrieg
- 1688: „Orléans“ nahm am Feldzug in der Pfalz teil und wurde dann nach Mainz beordert.

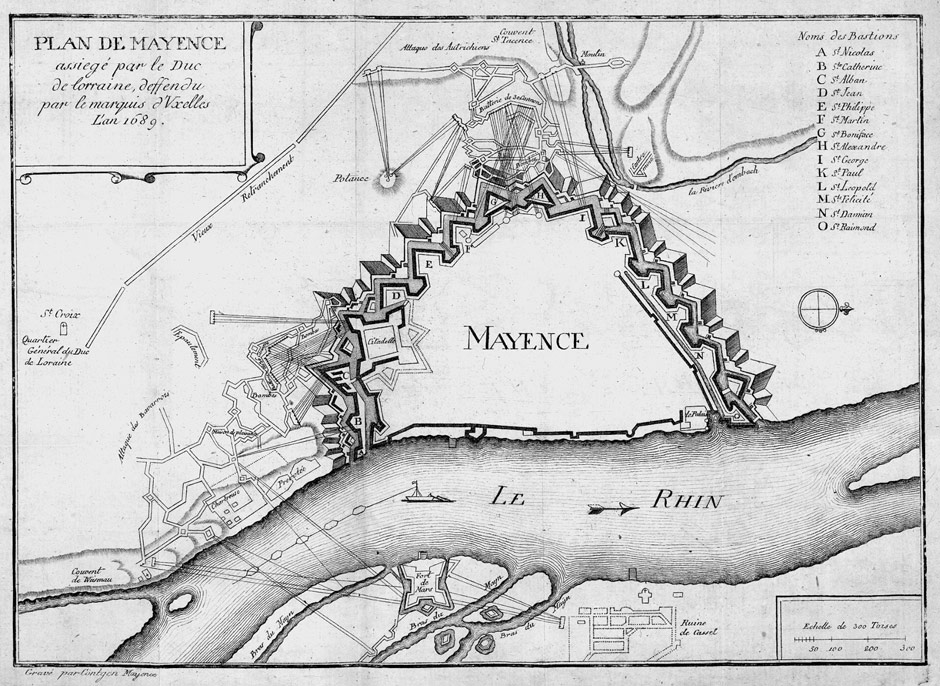
Belagerung von Mainz 1689

- 1689: Teilnahme an der Verteidigung der Festung gegen die kaiserlichen Truppen. Am 10. August erfolgte ein starker Ausfall der Grenadiere des Regiments unter dem Kommando von Capitaine de Bellevert. Am 6. September konnte ein Angriff auf den gedeckten Weg erfolgreich abgewiesen werden. Die Belagerung kostete das Regiment einen Capitaine, fünf Lieutenants an Gefallenen und 18 verwundete Offiziere. Die Einheit bestand bis zum Kriegsende aus zwei Bataillonen.
- 1690: Abordnung zur Maasarmee. Teilnahme an der Schlacht bei Fleurus, dabei verlor es einen Capitaine und den Major Descottières an Gefallenen, zwei Capitaines wurden verwundet.
- 1691 bis 1693: Belagerung von Mons und Einsatz bei der Verteidigung der Linien von Espierres. Im Jahr darauf Einnahme von Namur und Teilnahme an der Schlacht bei Steenkerke, in der es neun Offiziere, zehn Sergents und 164 Soldaten an Gefallenen verlor, 224 Mann wurden verwundet. Der Feldzug endete mit der Beschießung von Charleroi. 1693 folgten die Einnahme von Huy und die Belagerung und Eroberung von Château-Picard bei Chaulnes. In der Schlacht bei Neerwinden kämpfte das Regiment zusammen mit dem „Régiment de Picardie“ um das Dorf, das mehrfach genommen und wieder verloren wurde. Im gleichen Jahr folgte noch die Teilnahme an der Belagerung von Charleroi. Bis zum Frieden von Rijswijk stand das Regiment bei der Armee in Flandern.

### Spanischer Erbfolgekrieg
- 1701: Bei Beginn des Krieges wurden zwei Bataillone des Regiments vom Maréchal de Boufflers zur Verteidigung von Löwen abgeordnet.[7]
- 1702: Im April wurden die Soldaten des Regiments zur Verteidigung von Kaiserswerth abgestellt. Sie trafen noch rechtzeitig vor Beginn der Kampfhandlungen ein. Es wurde ein Markstein in der Geschichte der Einheit. Am 21. April machte es einen Ausfall im Bereich der Niederländer, was diese 200 Gefallene kostete. Die Gräben in diesem Abschnitt wurden eingeebnet. „Orléans“ verlor bei einem Gegenangriff durch Kavallerie drei Offiziere und 50 Soldaten. Am 21. Mai erfolgte ein neuer Ausfall, bei dem der Lieutenant-colonel Lefebvre getötet wurde. Nach der Kapitulation der Festung zog das Regiment zur Auffrischung nach Venlo, kehrte jedoch bald zur Armee des Duc de Bourgogne an den Rhein zurück. Im Juli 1702 bestand das Regiment nur noch aus einem Bataillon.

Ein Offizier, der sich in Kaiserswerth besonders ausgezeichnet hatte, sollte von Ludwig XIV. das Kreuz des Ordre de Saint-Louis erhalten. Als der König den Offizier sah, sagte er zu ihm: „Sie sind aber wirklich sehr jung“ – worauf dieser antwortete: „Sire, in Ihrem Regiment Orléans wird man nicht alt!“
- 1703: In diesem Jahre stand „Orléans“ in Flandern und kämpfte im Gefecht bei Eckeren. Danach zog es zur Mosel, um die Bewegungen der Truppen des kaiserlichen Feldmarschalls Maximilian von Hessen-Kassel zu beobachten, der eine Belagerung der Festung Landau verhindern wollte. Es war dann in der Schlacht am Speyerbach eingesetzt. Im Dezember erfolgte der Abmarsch nach Spanien.
- 1704: Im Februar an der portugiesischen Grenze angekommen, folgte die schnelle Eroberung von Salvaterra, Segura (Idanha-a-Nova), Portalegre und Castelo de Vide.
- 1705: Ein Détachement war an der Belagerung von Gibraltar beteiligt. Am Ende des Jahres löste es das Régiment de Berwick an der Mittelmeerküste ab und wurde bei der Belagerung von Nizza eingesetzt.
- 1706: In den ersten Monaten nach Spanien zurückgerufen, wurde „Orléans“ bei der Belagerung von Barcelona verwendet. Am 22. April konnte es auf dem gedeckten Weg einen Ausfall der Garnison zurückschlagen und dabei ein Bataillon eines britischen Regiments gefangen nehmen. Danach Teilnahme an der Einnahme von Cartagena.
- 1707: In der Schlacht bei Almansa standen die beiden Bataillone des Regiments am äußersten linken Flügel der zweiten Linie direkt hinter dem Régiment de La Couronne. Bei dem Hauptangriff wurden die beiden Bataillone in der Flanke von einer holländischen Brigade angegriffen und zurückgedrängt. Nach Unterstützung durch das Régiment de Berwick konnten die Holländer im Gegenangriff aufgerieben werden. Im Oktober folgte die Belagerung von Lleida.
- 1708 bis 1712: Die Einheit war an der Unterwerfung mehrerer kleiner Ortschaften beteiligt und nahm dann an der Belagerung von Tortosa teil, wo es zwei Offiziere verlor. Im Juli des folgenden Jahres verlegte das Regiment in die Dauphiné. 1710 erfolgte die Kommandierung an den Rhein, wo der ganze Feldzug nahe den Abwehrlinien an der Lauter verbracht wurde. Winterquartier wurde in Zabern bezogen. 1711 verblieb es im Elsass mit Winterquartier in der Franche-Comté. Im Mai 1712 erfolgte die Besetzung von Breisach und Neubourg (heute ein Teil von Dauendorf).
- 1713: In der Nacht vom 2. auf den 3. August konnte, zusammen mit dem Régiment de Saintonge, eine Lünette der Festung Landau erobert werden. In diesem Moment explodierte eine Mine, und die Angreifer wurden teilweise verschüttet. Die Belagerten machten einen Ausfall, der Marquis de La Villemeneust sammelte jedoch die Überlebenden, und in einem mörderischen Kampf konnten die Belagerten zurückgeworfen werden. Diese Aktion kostete das Regiment 40 Mann an Gefallenen, 10 Offiziere und 118 Soldaten wurden verwundet. Im gleichen Jahr zog das Regiment noch zur Einnahme von Freiburg im Breisgau.
- 1714: Zurück in Katalonien, folgte die Belagerung von Barcelona. Beim Generalangriff am 11. September erlitt es schwere Verluste, der Colonel à la suite Baron de Châtelatillon und der Major Montbrun fielen, der Monsieur de La Villemeneust erhielt einen Schuss durch den Körper.

### Polnischer Thronfolgekrieg
- 1733: Verlegung nach Italien und Teilnahme an der Einnahme der Orte im Raum um Mailand
- 1734: Belagerung von Novara, Tortona und Serravalla – Gefecht bei Colorno – Schlacht bei Parma, Schlacht bei Guastalla, wo es mit Unterstützung des Régiment du Dauphin die Brücke über den Po verteidigte. Es beendigte den Feldzug mit der Einnahme von Mirandola und verbrachte den Winter in den Verschanzungen von Guastalla.
- 1736: Einsatz bei der Einnahme von Mantua und Modena. Im September Rückkehr nach Frankreich mit Garnisonen auf der Île de Ré und in La Rochelle.

### Österreichischer Erbfolgekrieg
- 1742: Im März wurde „Orléans“ zur Armee in Bayern in Marsch gesetzt und zunächst in Amberg stationiert. Es folgte der Feldzug nach Böhmen mit dem Gefecht bei Sahay (tschechisch: Zahájí) und der Verteidigung von Prag, in der es sich verdient machte – zusammen mit dem Régiment de Navarre und dem Régiment de Piémont.

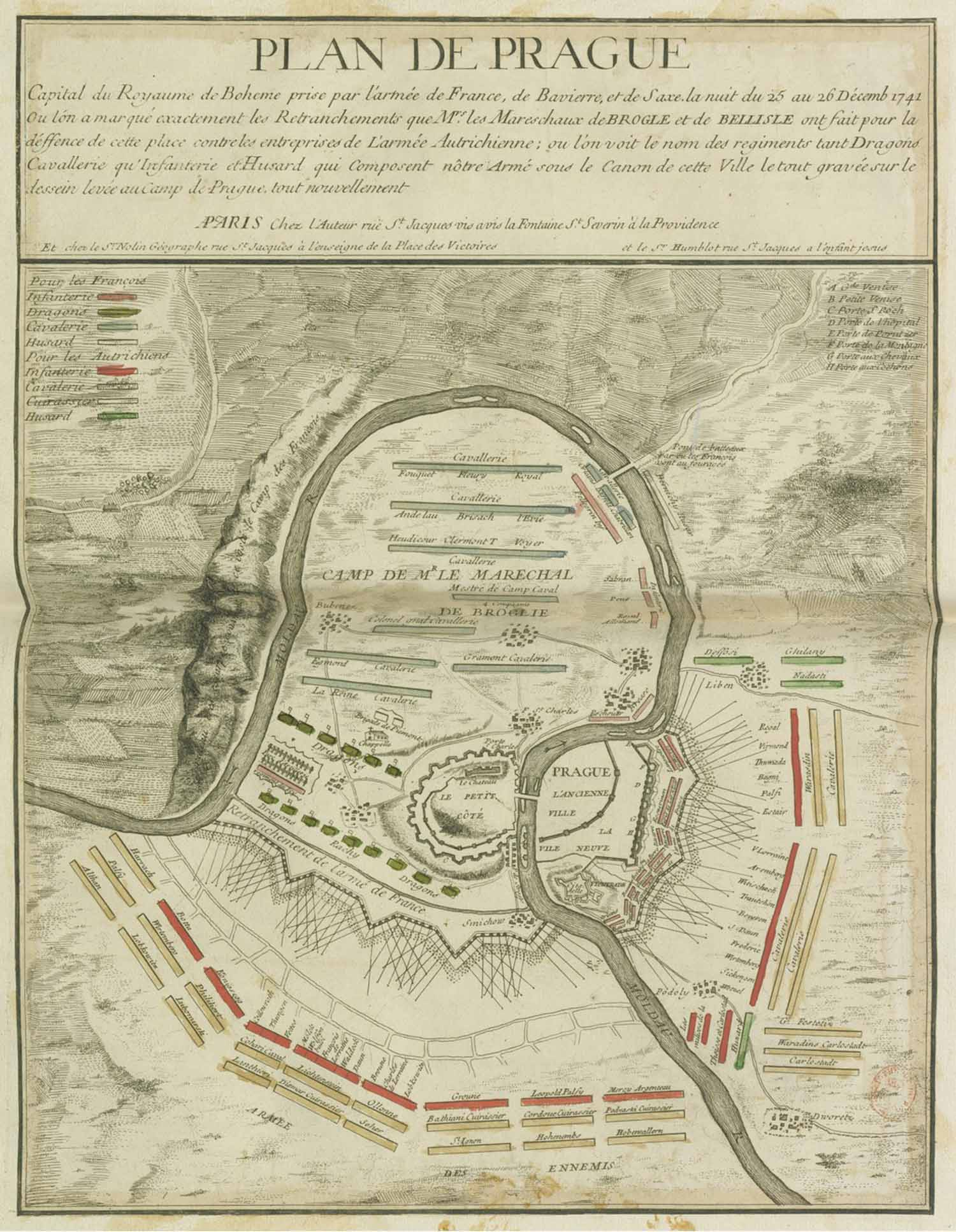
Belagerung von Prag

Im Oktober wurde das Regiment nach Kouřim kommandiert, um, zusammen mit zwei Husarenregimentern und vier Dragonerregimentern, den Zusammenschluss der westfälischen Armee (Armée de Westphalie) mit den Truppen aus Bayern und Böhmen zu forcieren.
- 1743: Nach Frankreich zurückgekehrt, war der Personalbestand auf 600 Mann zusammengeschrumpft. Das Regiment wurde dann zur Armee von Maréchal de Noailles abkommandiert und stellte, zusammen mit dem „Régiment d’Auvergne“, die Besatzung von Seligenstadt. In der Schlacht bei Dettingen verlor es zwei Capitaines, der Colonel-lieutenant de Bourdailles de Lépine und zehn weitere Offiziere wurden verwundet. Danach Verlegung nach Saarlouis.
- 1744: Nach Flandern kommandiert, wurde „Orléans“ bei der Belagerung von Menen, Ypern und Veurne eingesetzt. Den Rest des Jahres verbrachte es im Feldlager von Kortrijk.
- 1745: Teilnahme an der Belagerung von Tournai. Während der Schlacht bei Fontenoy wurde ein Teil des Regiments zur Bewachung der Belagerungsgräben vor Tournai zurückgelassen. Einsatz bei der Belagerung von Oudenaarde, Dendermonde und Ath. Winterquartiere wurden in Dünkirchen bezogen.
- 1746: Im Januar erfolgte der Abmarsch zur Besetzung von Gent. Danach zunächst Rückkehr nach Dünkirchen und von da aus Abmarsch zur Belagerung von Namur. Einsatz in der Schlacht bei Roucourt. Hier attackierte die Brigade mit Glück die Verschanzungen des Dorfes und konnte sowohl Standarten als auch Kanonen erbeuten und eine große Zahl an Gefangenen einbringen.
- 1747: Zu Beginn des Jahres lag das Regiment im Feldlager von Mechelen. Im gleichen Jahr wurde es in der Schlacht bei Lauffeldt eingesetzt und marschierte dann zur Belagerung von Bergen op Zoom. Danach Verlegung zur Belagerung von Fort Friedrich in Antwerpen. Es eröffnete die Gräben am 28. September und konnte das Fort am 6. Oktober einnehmen. Es folgten die Einnahmen der Forts Lillo und La Croix, mit dem anschließenden Verbleib bis zum Ende des Jahres in Braxshoten. Das Kriegsende 1748 erlebte die Einheit in Maastricht.

### Friedenszeit
Nach der Rückkehr nach Frankreich wurde es in Villers-Cotterêts stationiert. Am 31. Mai 1753 konnte es sich auszeichnen, als es aktiv bei der Bekämpfung des Großbrandes mithalf, der eine Anzahl Häuser vernichtete. Im Jahre 1755 wurde das Regiment nach dem Feldlager von Richemont-sur-Moselle beordert und lag 1756 an der Küste der Bretagne verteilt.

### Siebenjähriger Krieg
- 1757: Nach Deutschland verlegt, nahm „Orléans“ an der Einnahme von Kassel und der Eroberung der Landgrafschaft Hessen-Kassel teil. Danach zog das Regiment unter dem Maréchal Richelieu durch das Kurfürstentum Braunschweig-Lüneburg und verblieb vom 28. September bis zum 5. November im Feldlager von Halberstadt. Als die Armee am 25. Dezember die Aller überquerte, wurde das Regiment zu einem Ablenkungsmanöver an die Brücke bei Lachtehausen kommandiert.
- 1758: An den Rhein verlegt, befand sich die Einheit zunächst im Feldlager von Rheinberg. Am 12. Juni besetzte der Colonel-lieutenant Comte de Blot mit 300 seiner Soldaten und 100 Berittenen einen Posten bei Kamp. Nach zweistündigem Angriff durch starke gegnerische Kräfte musste der Rückzug angetreten werden. Am 23. Juni erlebte „Orléans“ einen blutigen Tag in der Schlacht bei Krefeld. Am 29. September konnte sich die Einheit im Gefecht bei Bork auszeichnen. Der Colonel-lieutenant Comte de Blot und der Major de Monnery wurden verwundet.
- 1759: Zur Vorhut der Armee des Comte de Saint-Germain eingeteilt, konnte sich „Orléans“ bei der Einnahme von Münster und in der Schlacht bei Minden auszeichnen.
- 1760 bis 1763: 1760 marschierte es mit dem Régiment d’Auvergne und kämpfte mit diesem an den Gefechten bei Korbach, Sachsenhausen und in der Schlacht bei Kloster Kampen. Im folgenden Jahr erfolgte die Teilnahme an der Schlacht bei Vellinghausen und der Belagerung von Meppen.

Nach dem Ende des Krieges wurde Sedan als Garnison zugewiesen.

### Friedenszeit
Verlegung nach Givet Charlemont im Dezember 1763, nach Valenciennes im Mai 1764, nach Quesnoy im November 1764, nach Dünkirchen im September 1766, nach Landrecies und Avesnes im November 1767, nach Tours im Mai 1768, nach Lorient, Port-Louis und Bellisle im September 1769, nach La Rochelle im Mai 1770, nach Metz im November 1771, nach Alès, Béziers und Saint-Hippolyte im Oktober 1773, nach Bordeaux im Mai 1774, nach Blaye im Mai 1775, nach Arras im Juli 1778, nach Béthune und Saint-Venant im Oktober 1778. Im Jahre 1779 wurde das Regiment zur Bewachung der Küste der Normandie und der Bretagne verwendet und in Alençon, Bayeux und Brest stationiert. Im Oktober 1780 erfolgte die Verlegung nach Poitiers, im Oktober 1781 nach Lille, im Oktober 1783 nach Dünkirchen, im Oktober 1784 nach Douai, im März 1788 nach Valenciennes und im Januar 1791 nach Le Quesnoy.

#### Kriege der Revolution und des Ersten Kaiserreichs – 1791 bis 1815
Während der Zeit in Le Quesnoy, mit den Auswirkungen der Revolution konfrontiert, sahen sich die meisten der Offiziere nicht in der Lage, weiterhin ihren Dienst zu versehen. Sie emigrierten im Juni 1791 zu den königstreuen Truppen oder quittierten den Dienst. Ein Bataillon des Regiments war nach Maubeuge detachiert, wo es zu Unruhen und zu Schlägereien mit Angehörigen des Schweizer Régiment de Reinach kam.
Im Februar 1792 verlegte das Regiment nach Arras, im darauffolgenden Mai wurde das 2. Bataillon nach Lorient dirigiert und am 3. Juni nach Martinique eingeschifft.
Während die Österreicher in Flandern einmarschierten, wurde das 1. Bataillon nach Lille abkommandiert und nahm an der Verteidigung der Festung teil.
Nach dem Ende der Belagerung kämpfte es in der Schlacht bei Neerwinden und der Kanonade bei Valmy und wurde dann zur Armee an der Mosel dirigiert. Es befand sich im Lager bei Hornbach, als dieses am 13. August 1793 von den Österreichern angegriffen wurde. Trotz der Desertionen und dem unentschlossenen Handeln des Kommandeurs, Colonel Félix, konnte das Bataillon durch massiven Einsatz die Vorhut der Armee retten. Im gleichen Jahr wurde es nach Kaiserslautern kommandiert. In diesem Jahr erfolgte auch die Heeresreform (Premier amalgame) und die Auflösung des Regimentsverbandes.
Im Jahre 1803 wurde die bisherige „44e demi-brigade d’infanterie“ in „44e régiment d’infanterie“ umbenannt und die Traditionslinie fortgeführt.
1806 erfolgte der Feldzug in Preußen und Polen mit der Teilnahme an der Schlacht bei Jena und Auerstädt und der Schlacht bei Pułtusk. 1807 kämpfte es in der Schlacht bei Eylau, der dreimonatigen Belagerung von Danzig und der Schlacht bei Friedland.
1808 nach Spanien verlegt, war das Regiment in die Kämpfe des Spanischen Unabhängigkeitskrieges verwickelt. Es kämpfte bei Saragossa und Lerins, 1809 bei der Belagerung von Saragossa und Alcañiz, 1810 bei der Belagerung von Tortosa sowie 1811 bei der Belagerung von Sangüesa und Valencia.
1812 mit der Grande Armée im Russlandfeldzug 1812, wird das Regiment in Smoliany, Galopinski und Baryssau erwähnt.
Nach dem Desaster in Russland wurde das „44e régiment d’infanterie“ im Jahre 1813 wieder nach Spanien abgeordnet und führte Kämpfe bei Yecla und bei Ordal.
Zum Ende des Napoleonischen Kaiserreichs war es 1815 in der Schlacht bei Ligny, der Schlacht bei Waterloo und am Gefecht bei Rocquencourt beteiligt.

### 1815 bis 1852
- 1830: Mit Anordnung vom 18. September wurde ein viertes Bataillon aufgestellt, womit sich der Personalbestand auf 3.000 Mann erhöhte.[10]

### Zweites Kaiserreich
- 1844 bis 1849 war das Regiment in Algerien eingesetzt.

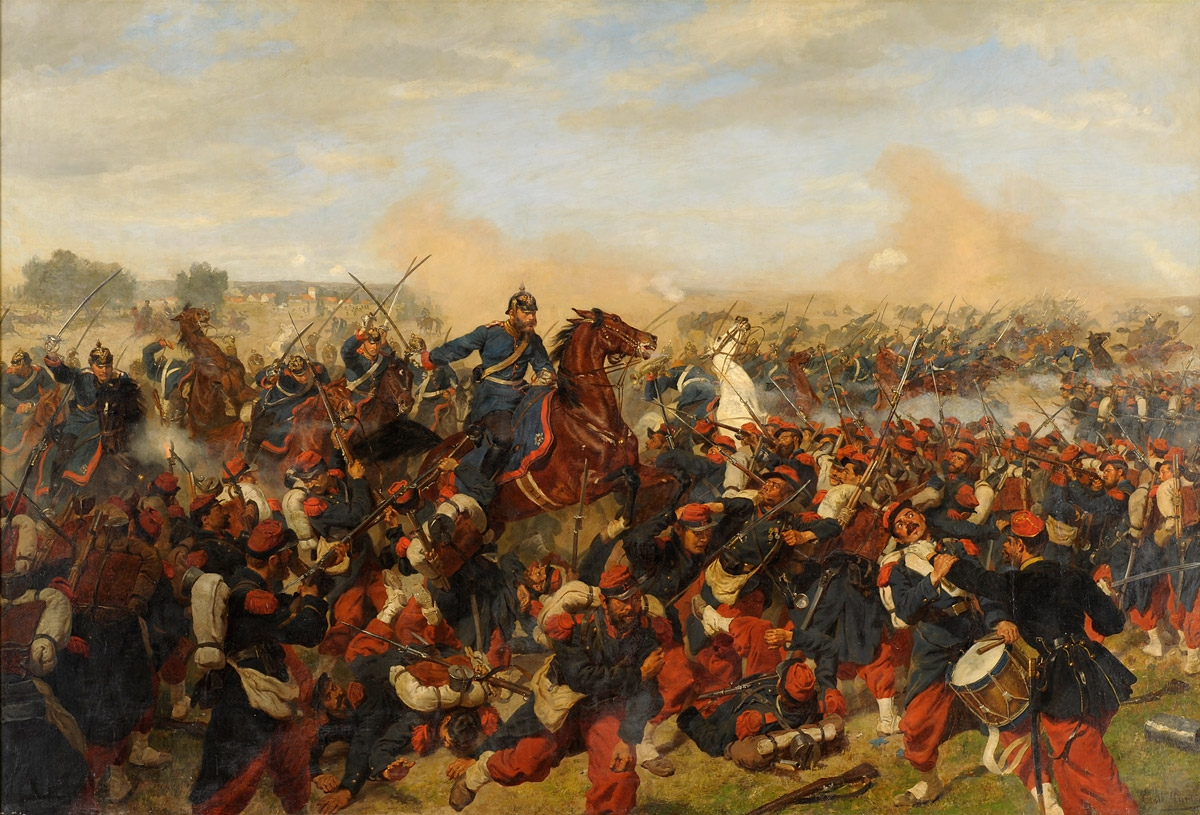
Schlacht bei Mars-la-Tour

### Deutsch-Französischer Krieg
Das Regiment war der Armée du Rhin und dann der Armée de Metz zugeteilt und kämpfte
- am 14. August in der Schlacht bei Colombey
- am 16. August in der Schlacht bei Mars-la-Tour
- am 18. August in der Schlacht bei Gravelotte
- am 23. September beim Scharmützel bei Chieulles

- 15. April 1913: Abgabe des 4. Bataillons zur Wiederaufstellung des 170e régiment d’infanterie

### Erster Weltkrieg
Bei Kriegsausbruch lag das Regiment in Lons-le-Saunier in Garnison und war bis Mai 1917 der 14. Infanteriedivision und dann der 41. Infanteriedivision zugeteilt.
- 1914:

7. August: Das Regiment überschritt die deutsche Grenze und marschierte in Altkirch ein.
19. August: Einnahme von Mülhausen, anschließend Gefecht bei Dornach
29. August: Gefechte bei Morcourt und Proyart
30. August: Beginn des Rückzuges nach Süden
5. bis 12. September: Schlacht an der Marne
7. September: im Gefecht bei Bouillancy
12. September: Angriff auf die Nachhut der Deutschen, welche den Übergang über die Aisne sicherte
20. September bis Dezember: Stellungskämpfe in Flandern
- 1915:

16. Februar bis 20. März: Winterschlacht in der Champagne
Stellungskämpfe in der Champagne und an der Aisne
- 1916:

21. bis 27. Februar: Schlacht um Verdun
25. Februar Abwehrkämpfe in Bezonvaux
ab 9. August: Schlacht an der Somme (am 2. bis 13. September bei Bouchavesnes-Bergen)
- 1917:

16. April bis Ende Mai: Schlacht an der Aisne
3. bis 13. September: Stellungskämpfe bei Verdun (Höhe 344)
- 1918:

7. bis 29. April: Vierte Flandernschlacht
Abwehrkämpfe am Kemmelberg
Angriffskämpfe an Marne und Vesle
Angriffskämpfe am Butte de Tahure

### Zwischenkriegszeit
Das Regiment wurde 1923 aufgelöst. Bereits am 21. Januar 1922 wurde die Regimentsfahne an das „Musée de l’Armée“ (Armeemuseum) in Paris übergeben.

### Zweiter Weltkrieg

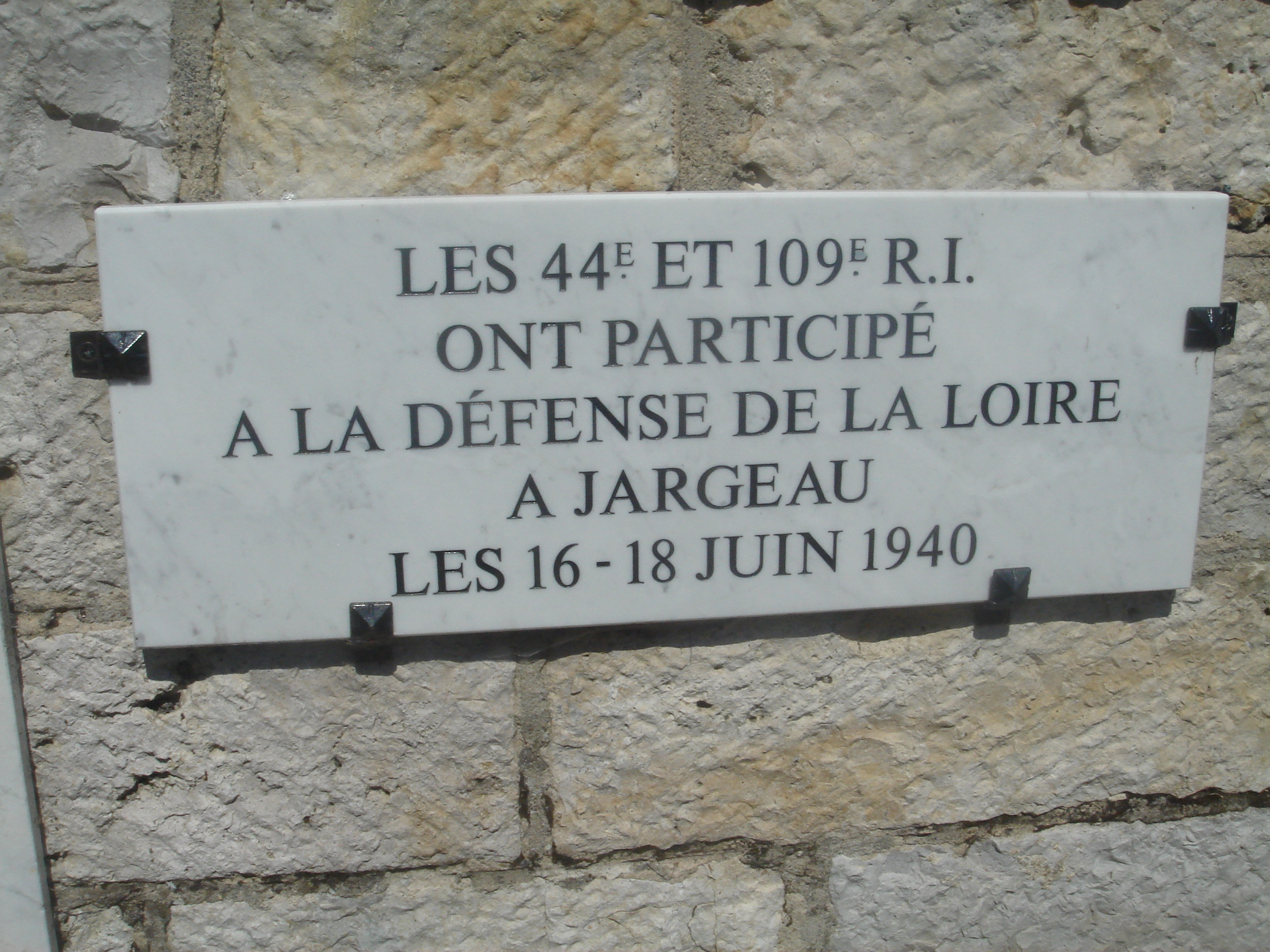
Erinnerungstafel zur Verteidigung der Loirebrücke in Jargeau vom 16. bis 18. Juni 1940 durch das 44^{e} RI und das 109^{e} RI

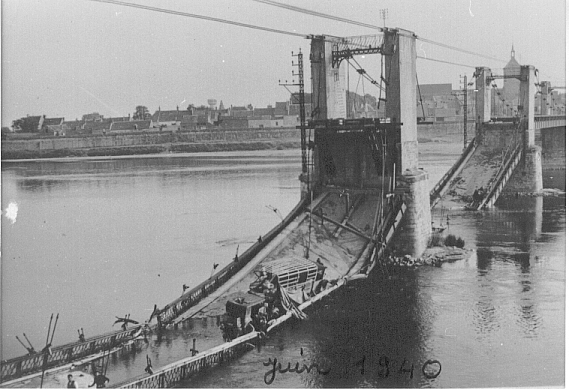
Die gesprengte Hängebrücke über die Loire in Jargeau

Am 2. September 1939 wurde das Regiment unter dem Kommando von Lieutenant-colonel De Faget de Casteljau durch die „Région militaire, Centre mobilisateur d’infanterie (CMI 73); type réserve A; active RI type NE“ wieder aufgestellt und der 47. Infanteriedivision zugeteilt.
Während am 5. Juni 1940 die Schlacht von Dünkirchen zu Ende ging, lag das Regiment in vorderster Front an der Somme. Auf Befehl zog es sich dann zurück und leistete an der Seine und an der Loire weiteren Widerstand.
Vom 16. bis 18. Juni verteidigte es nachhaltig die Brücke über die Loire in Jargeau.

### Nachkriegszeit
- Von 1956 bis 1962 kämpfte das Regiment in Algerien.

Das 3. Bataillon bestand aus Wehrpflichtigen der in Deutschland stationierten und über die gesetzlich vorgeschriebene Wehrpflichtzeit hinaus im Dienst gehaltenen Truppen der unterschiedlichen Waffengattungen. Es wurde vom Juli 1956 bis zum Mai 1957 in Aïn-Sefra im Sud-Oranais stationiert und, zusammen mit der Légion étrangère, bei der Bewachung der Bahnstrecke Oran–Colomb-Béchar eingesetzt. Am Heiligen Abend des Jahres 1956 wurde von den Aufständischen eine ferngesteuerte Sprengladung gezündet, die fünf Soldaten das Leben kostete.
1986 wurde die Einheit in ein Stabs-Unterstützungsregiment umgebildet, behielt jedoch (wie in Frankreich in solchen Fällen üblich) seine ursprüngliche Bezeichnung als Infanterieregiment. Es übernahm dabei die Aufgaben des vormaligen „89e bataillon des services“.

## Einige Regimentsfahnen seit Napoleonischer Zeit

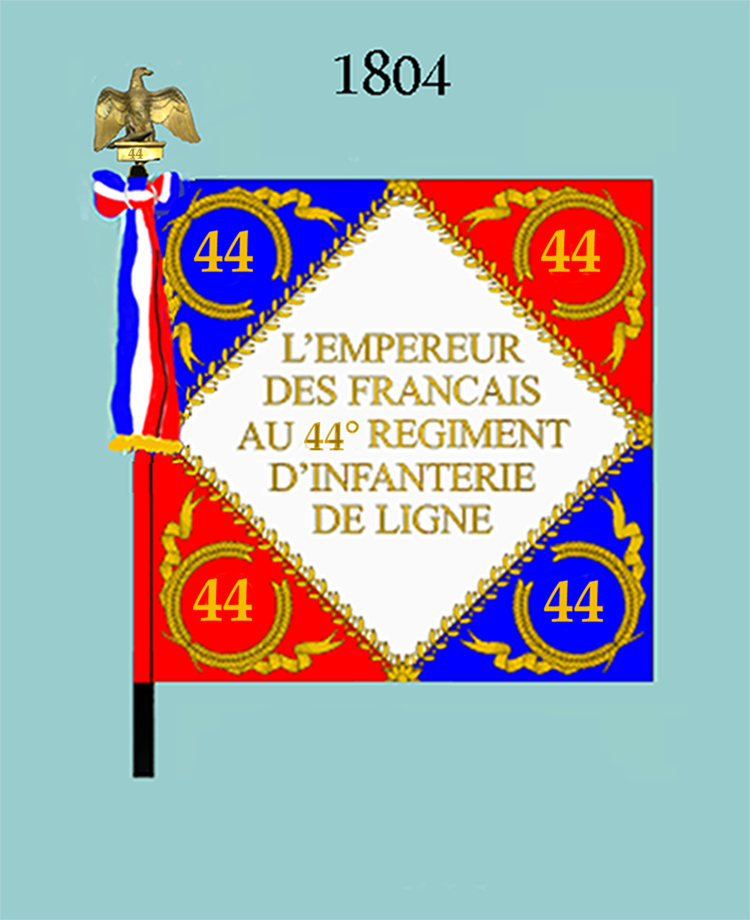
Fahne von 1804 (Vorderseite)
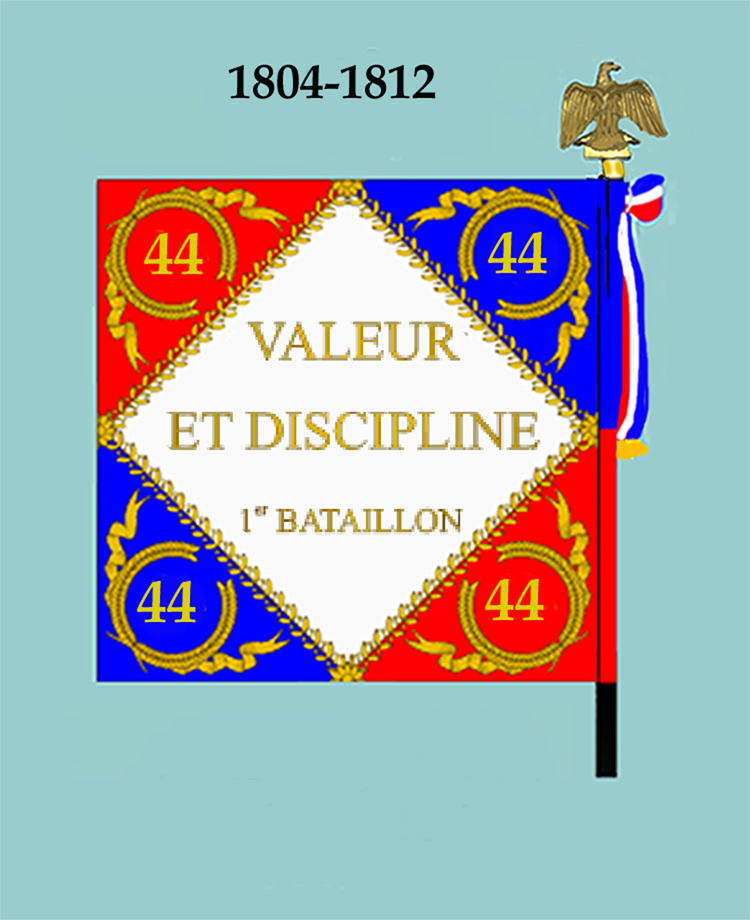
Fahne von 1804 (Rückseite)
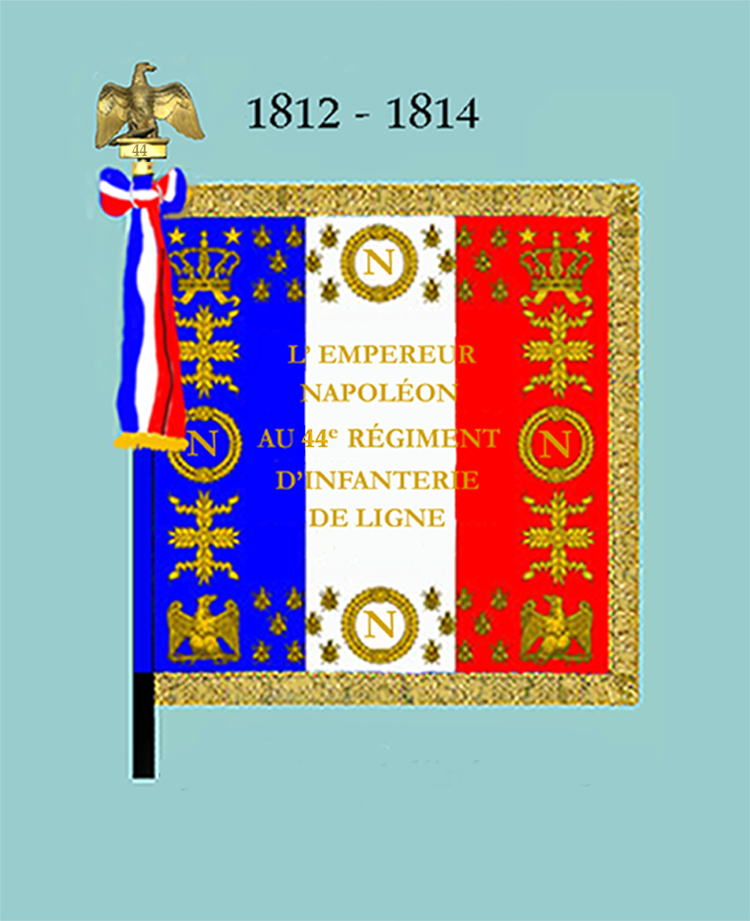
Fahne von 1812 (Vorderseite)
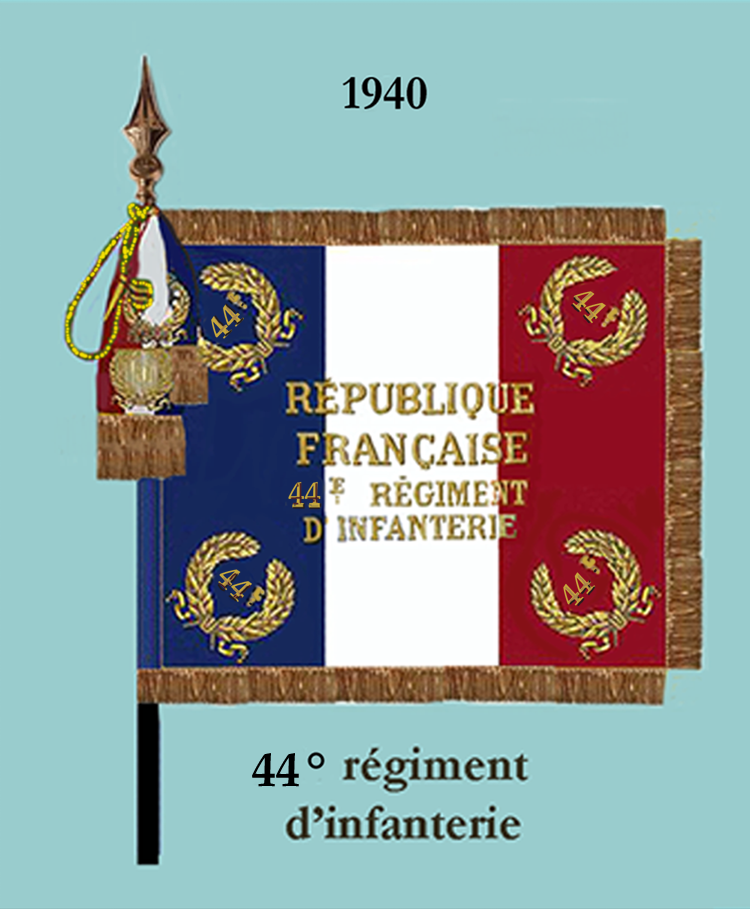
Aktuelle Fahne (Vorderseite)
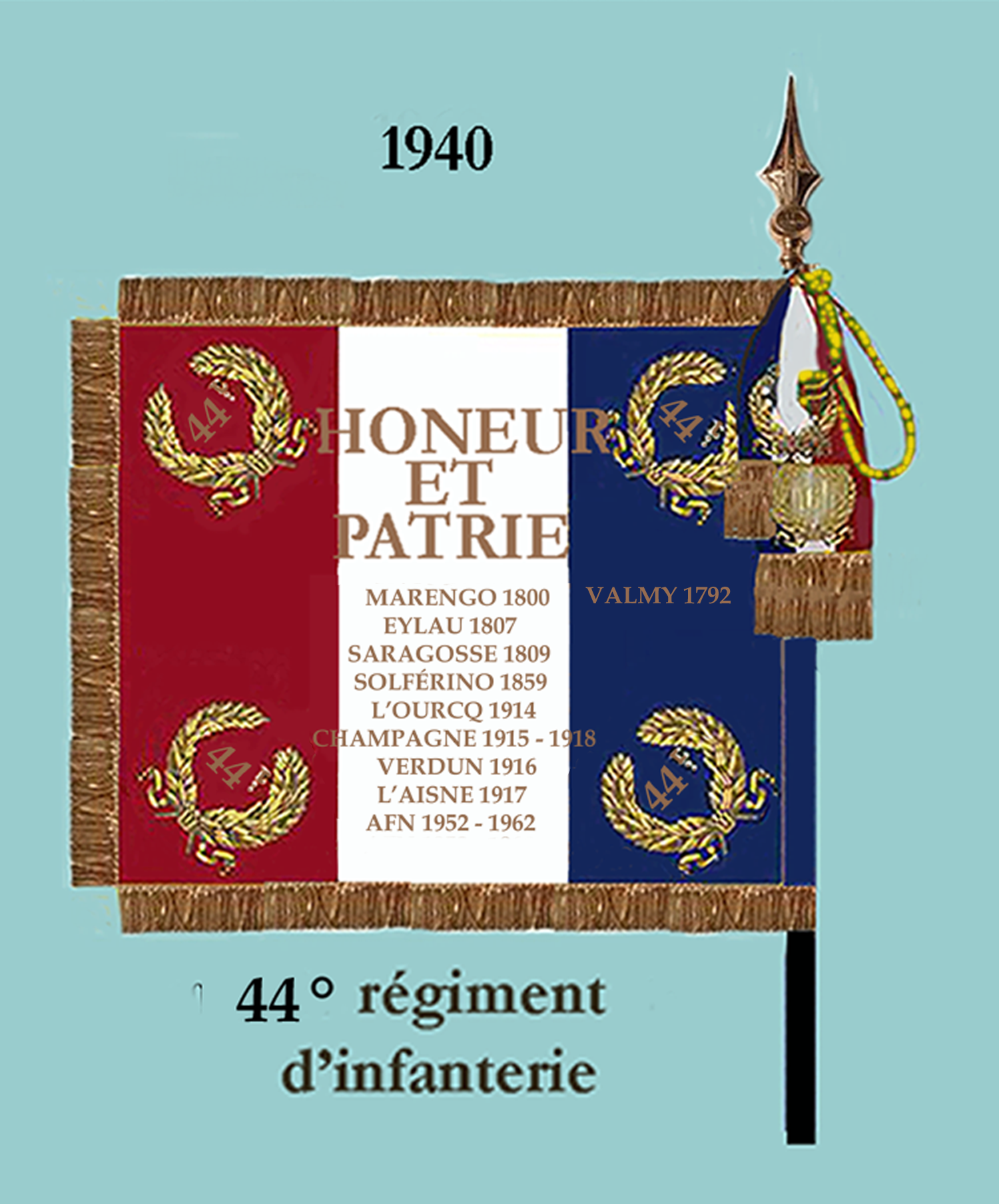
Aktuelle Fahne (Rückseite)

Auf der Rückseite der Regimentsfahne sind (seit Napoleonischer Zeit) in goldenen Lettern die Feldzüge und Schlachten aufgeführt, an denen das Regiment ruhmvoll teilgenommen hat.

## Ehrungen
Das Fahnenband ist mit dem Croix de guerre 1914–1918 mit vier Palmenzweigen für viermalige lobende Erwähnung im Armeebefehl und einem bronzenen Stern für eine lobende Erwähnung im Brigadebefehl sowie mit dem Croix de la Valeur militaire mit einem Palmenzweig für eine lobende Erwähnung im Armeebefehl dekoriert.
Die Angehörigen des Regiments haben das Recht, seit dem 4. November 1918 die Fourragère in den Farben der Médaille militaire zu tragen.

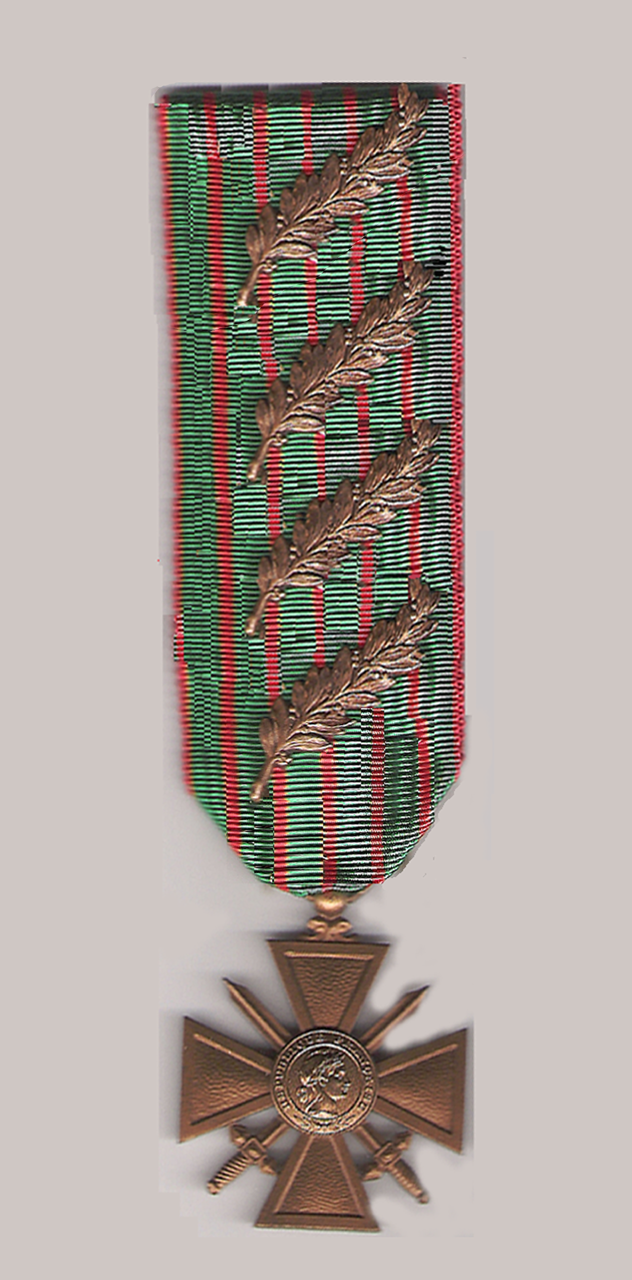
Croix de guerre 1914–1918
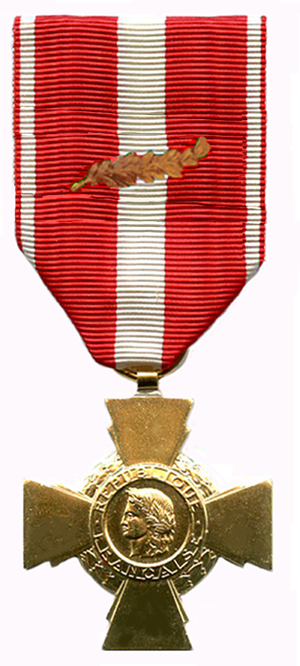
Croix de la Valeur militaire